# Pedreira Santa Rita

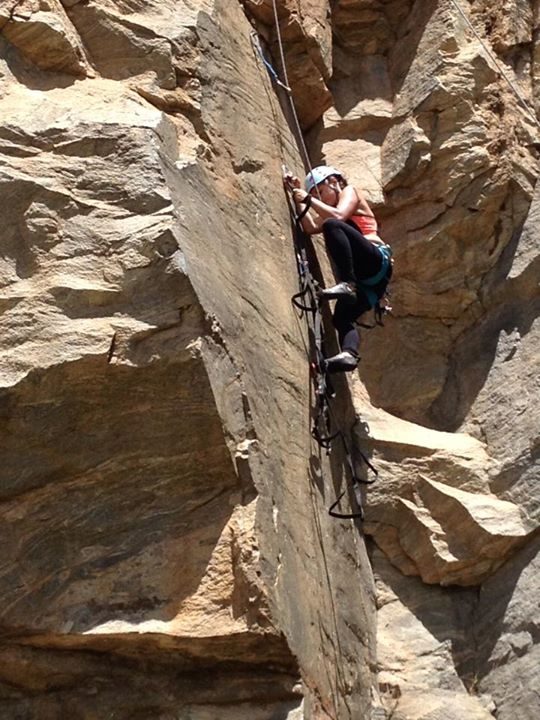
Praticante de escalada no Espaço Recanto Azul

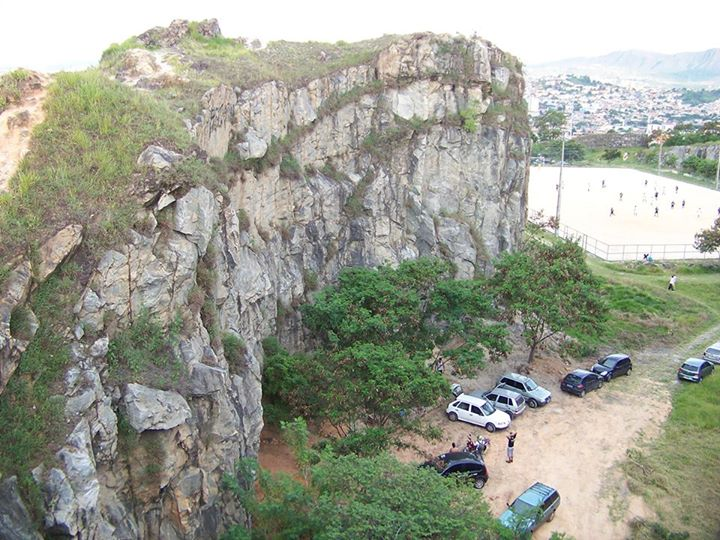
Espaço Recanto Azul, vista do mirante

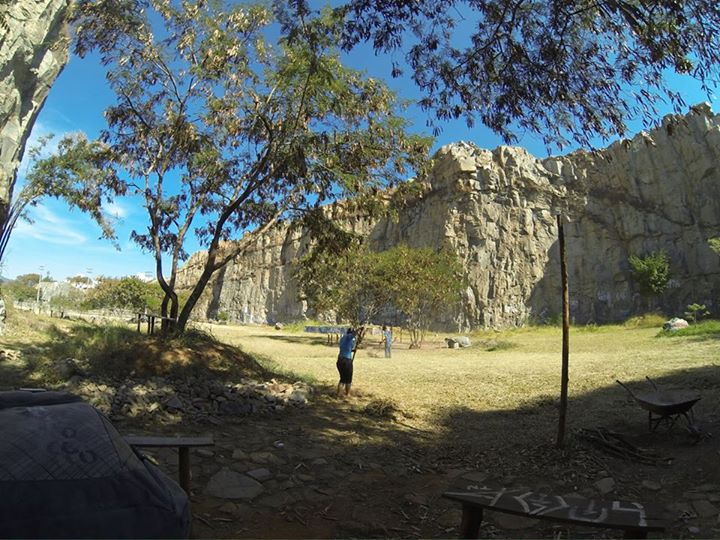
Espaço Recanto Azul, vista dos fundos

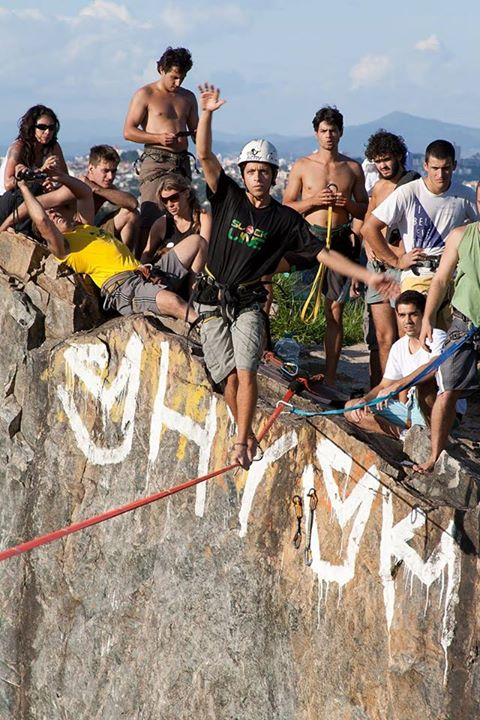
Praticante de Highline no Espaço Recanto Azul

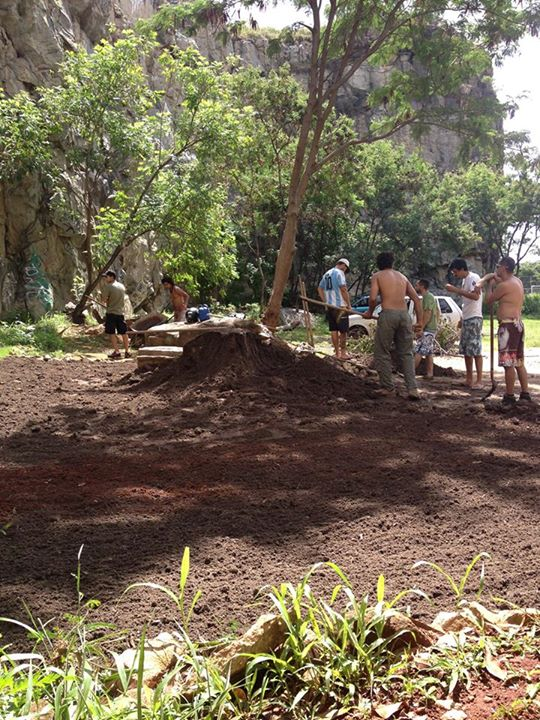
Mutirão de manutenção no Espaço Recanto Azul

A Pedreira Santa Rita, é um afloramento de rochas gnaissicas localizado na rua Macapá, nº 928, bairro Amazonas do município de Contagem, estado de Minas Gerais, Brasil. É atualmente utilizado para a prática de futebol de várzea e de esportes radicais relacionados ao montanhismo. Com paredes de aproximadamente 30 metros de altura, famoso por abrigar uma grande quantidade vias de escalada esportiva e de boa qualidade técnica. O espaço é um importante complexo natural da Região Metropolitana de Belo Horizonte.

## História
Trata-se de uma área de exploração mineral que funcionou até aproximadamente meados da década de 1970 e posteriormente com a descontinuidade da exploração foi abandonada pelo interesse privado. Com o passar dos anos a antiga Pedreira Santa Rita foi gradualmente sendo reapropriada por moradores da região que passaram a utiliza-la como um espaço alternativo de lazer, primeiramente com a criação do campo de futebol de várzea do Esporte Clube Recanto Azul, pelo que a área passou a ser conhecida também como Espaço Recanto Azul, e em seguida pelos montanhistas.

## Atualidade
A pedreira atualmente sedia o Parque Urbano Pedreira Santa Rita, parque com importância metropolitana que é utilizado não só para a prática de  futebol de várzea e escalada mas também outros esportes radicais como slackline,  highline, rapel e  montain bike. Atualmente é bastante notável o trabalho que o Clube Recanto Azul de Montanhismo vem desenvolvendo no espaço. Regularmente são realizados trabalhos utilizando técnicas socialmente sustentáveis como mutirões para limpeza e desenvolvimento do paisagismo no local como plantio de árvores, construção de quiosques, mesas e assentos.[carece de fontes?]
A administração do espaço é objeto de discussão por parte de comissão montada pela prefeitura de Contagem, com o interesse manifesto de transferir as responsabilidades administrativas para representantes da sociedade civil organizada.